# Elephantomyia (Elephantomyia) fuscodorsata
Elephantomyia (Elephantomyia) fuscodorsata is een tweevleugelige uit de familie steltmuggen (Limoniidae). De soort komt voor in het Afrotropisch gebied.